# Greta Johansson
Anna Teresa Margareta "Greta" Johansson, gift Brandsten, född 9 januari 1895, död 18 januari 1978, var en svensk simhoppare och simmare. Johansson vann vid OS 1912 Sveriges första kvinnliga OS-guld. Hon tävlade för Stockholms KK.

## Biografi

### Uppväxt
Greta Johansson växte upp i Stockholm på Hantverkargatan 1, kvarteret Eldkvarn, där Stockholms stadshus står idag. Hennes far arbetade som portvakt. Hon gick sju år på Klara folkskola, där hon var en duktig elev, hon var bland annat en av få elever i Stockholm som läste ettårig engelska. Hon började tidigt visa intresse för simning och simhopp. 1905 fick hon sin första badbiljett av skolan till Strömbadet, beläget vid Norrström, strax norr om Riddarholmen. Hon tränades av Lisa Regnell i simhopp, och redan 1908 vann hon sin första simhopptävling.

### Kort elitkarriär
Johansson vann guld i damernas höga raka trampolinhopp (10 meter) i olympiska sommarspelen 1912 i Djurgårdsbrunnsviken och blev därmed Sveriges första kvinnliga olympiska guldmedaljör. Mot slutet av sitt liv skrev hon i ett brev om hur hon på somrarna 1902–1912 tränade och lärde sig simning och simhopp. Det fick ske genom "trial and error" eftersom de kvinnliga idrottarna inte hade någon tränare till hjälp. 1913 försörjde hon sig som lärare i simning och simhopp och förlorade därmed sin amatörstatus. Hon slutade därmed sin aktiva karriär.

### Efter karriären
Greta Johansson emigrerade till USA 1914 efter att hon gift sig med den professionella simhopparen och tränaren Ernst Brandsten. Tillsammans var paret en aktiv del av simhoppningens utveckling i USA.
Dokumentären Guld-Greta - en hisnande kärlekshistoria från 2016 följer Johanssons liv och karriär.

## Meriter
- Svensk mästare på 100 meter frisim 1910 och 1911.[8]
- Svensk mästare i raka hopp 1911 och 1912.[8]
- Olympisk mästare i höga hopp 1912.[8]
- Olympisk 4:a med Sverige på 4x100 meter frisim 1912.[8]
- Utslagen på försöken på 100 meter frisim vid olympiska spelen 1912[8]
- Tilldelad hederspris skänkt av grevinnan Casa Miranda[8]
- Invald i International Swimming Hall of Fame 1973[7]